# Szeder Fábián János
Szeder Fábián János OSB (Csáb, 1784. június 24. – Komáromfüss, 1859. december 13.) bencés áldozópap és tanár, a Magyar Tudományos Akadémia levelező tagja.

## Életútja

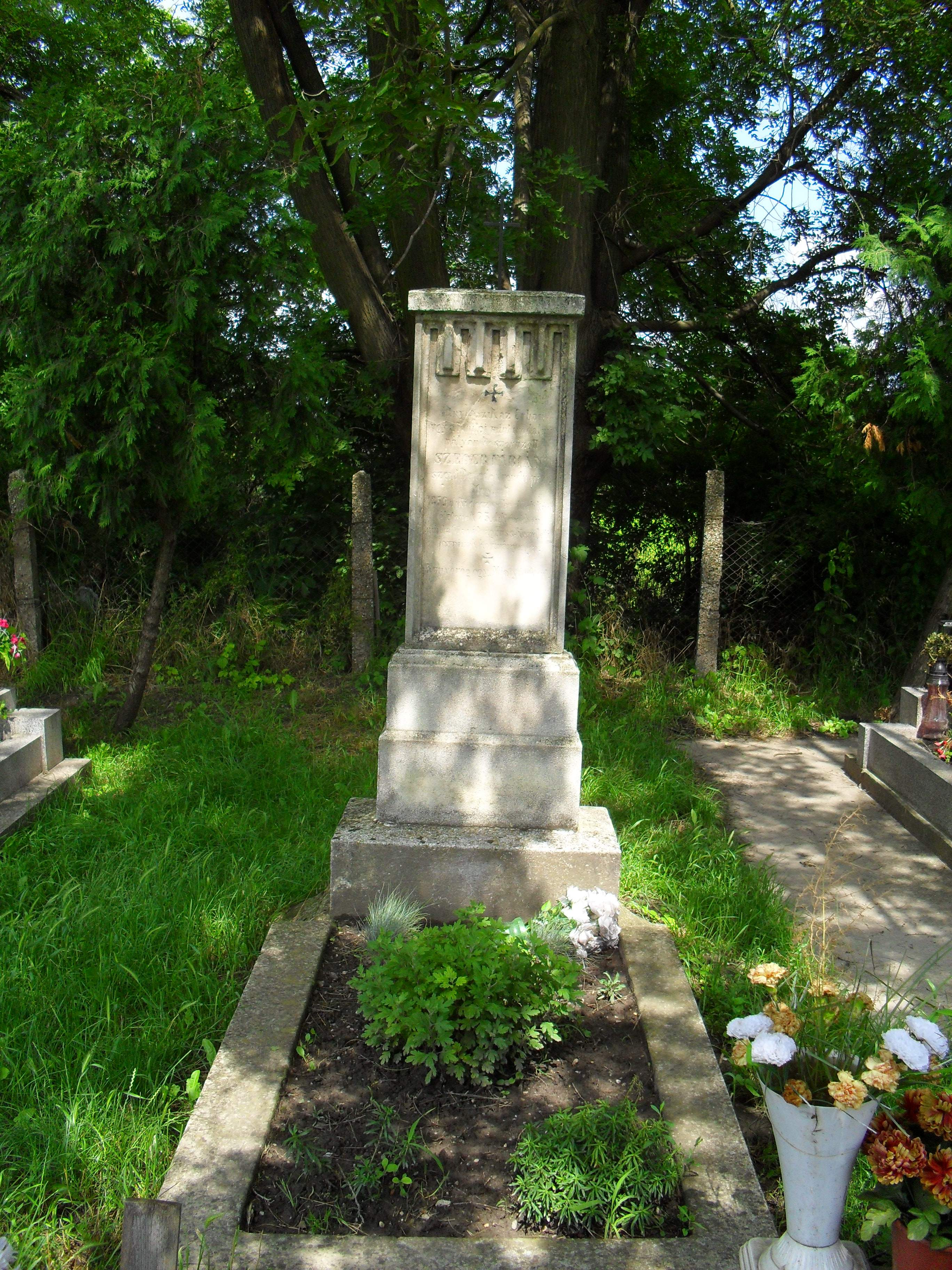
Szeder Fábián síremléke a füssi temetőben

1793-tól szülőfalujában, majd Komáromban tanult; 1797-ben Esztergomban a költészetet Révay Miklós, a szónoklatot 1798-ban Kulcsár István alatt tanulta. 1800-tól a bölcseleti tanfolyamot a pozsonyi akadémián hallgatta. 1802-ben Esztergomban írnok, 1803-ban Nagyszombatban gazdasági hivatalnok lett. 1803. november 5-én Pannonhalmán a Szent Benedek-rendbe lépett. Teológiai tanulmányait Győrött és Pannonhalmán végezte. 1808. augusztus 23-án fölszentelték.
Gimnáziumi tanár volt 1808-1811 között Esztergomban a szónoklati, 1811-1812 között Győrött a költészeti osztályban, majd 1812-1813 között igazgató lett ugyanitt. Tanított továbbá Sopronban és Dömölkön is. 1817-19 között házfőnök és gimnáziumi igazgató volt Győrött, 1819-24-ben Nagyszombatban, 1824-26-ban Komáromban, 1826-30-ban Esztergomban. 
1830-32 között Pannonhalmán a rend III. évi bölcselethallgatóinak a nevelés-, esztétika-, oklevéltan és tanmódszer tanára volt; miközben a pénz-, ásvány- és régiséggyűjteményeknek elrendezésével foglalkozott.
1823-ban vették fel a római arkádiai társaságba, akik közt Ilissia Amintas nevet viselt. 1831. február 17-én a Magyar Tudós Társaság levelező tagjának választotta, melyről azonban hat év múlva (1837) lemondott. 1832-ben Pannonhalmán levéltárnokká, majd 1838-ban könyvtárnokká nevezték ki. 
Elismerést aratott a pannonhalmi főmonostor tövében elterülő kert átalakításával. Különös gondot fordított az eperfák termesztésére, és ezért a helytartótanács meg is jutalmazta. 1841-től a rend füssi jószágát kormányozta.

## Munkái
Széles körű irodalmi tevékenységet folytatott, részt vett több irodalmi lap szerkesztésében. Számos cikk, értekezés, elbeszélés, vígjáték, költemény jelent meg tőle a következő hírlapokban, folyóiratokban és évkönyvekben: Aurora, Szépliteraturai Ajándék, Koszorú, Hasznos Mulatságok, Kedveskedő, Uránia, Felsőmagyarországi Minerva, Tudományos Gyűjtemény, Regélő, Egyházi Tár. Szerkesztette az Uránia nemzeti almanachot új esztendei ajándékul 1828-33-ban Esztergomban.
Horváth István ösztönzésére a Tudományos Gyűjtemény pályázatára népismereti tanulmányt írt a palócokról, amely a szakirányú magyar néprajzi érdeklődés egyik elindítója lett.
Kéziratban maradt művei a pannonhalmi könyvtárban: Magyar-latin-német szótár, 2 rét 1066 lap; Melyek a magyar nyelvben a tiszta gyökök?, 4 rét 125 lap; Magyar grammatika, 4 rét 310 lap, mindezek mellett néhány színmű, oklevéltan, széptan, egyházi beszédek és hat rendbeli szakkatalógus a pannonhalmi könyvtár példányairól.

## Művei
- Öröm dal (Győr, 1818)
- Ode dicata a gymnasio r. Jaurinensi ord. S. Benedicti (1819)
- A palóczokról (1819) – hasonmás kiadás, Lilium Aurum, Dunaszerdahely, 2005, ISBN 80-8062-260-4
- A katholikusok tanítása a protestantismusra nézve... (Ford. németből. Nagyszombat, 1820)
- Válogatott darabok (Néhány jeles honi munkákból a magyar olvasást kedvelő ifjúság számára szedettek ki. 1821)
- Ázael halála, avagy Dina elragadtatása (Pest, 1826)
- Kisded köszöntő zsebkönyv az ifjúság számára... (Esztergom, 1837)
- Nepomuk Szent Jánoshoz való ájtatosság (1829)
- Örömének (1829)
- Örömvers